# The Elder Scrolls IV: Oblivion Remastered
The Elder Scrolls IV: Oblivion Remastered ist ein Action-Rollenspiel, das gemeinsam von Virtuos und Bethesda Game Studios entwickelt und von Bethesda Softworks veröffentlicht wurde. Es ist ein Computerspiel-Remaster des Spiels The Elder Scrolls IV: Oblivion von 2006. Es wurde gleichzeitig für Windows, PlayStation 5 und Xbox Series X/S am 22. April 2025 angekündigt und veröffentlicht.